# Лофленд, Джейкоб
Дже́йкоб Ло́фленд (англ. Jacob Lofland; род. 30 июля 1996, Бригсвилл, Арканзас или Арканзас) — американский актёр кино и телевидения.

## Биография
Джейкоб Сет Лофленд родился 30 июля 1996 года в поселении Бригсвилл (округ Йел, штат Арканзас, США). Его отца зовут Билли, мать — Дебра. Впервые на широком экране Лофленд появился в 16-летнем возрасте, в фильме «Мад», два года спустя состоялся дебют актёра на телевидении — в сериале «Правосудие».

## Фильмография
За 13 лет кино-карьеры (с мая 2012 по январь 2025 года) Джейкоб Лофленд снялся в 13 фильмах и сериалах.
| Год  | Название                                 | Название на английском         | Роль        |
| ---- | ---------------------------------------- | ------------------------------ | ----------- |
| 2012 | Мад                                      | Mud                            | Некбоун     |
| 2014 | Маленькие происшествия                   | Little Accidents               | Оуэн Бригс  |
| 2015 | Бегущий в лабиринте: Испытание огнём     | Maze Runner: The Scorch Trials | Арис        |
| 2016 | Свободный штат Джонса                    | Free State of Jones            | Дэниел      |
| 2017 | На север                                 | Go North                       | Джош        |
| 2018 | Бегущий в лабиринте: Лекарство от смерти | Maze Runner: The Death Cure    | Арис        |
| 2021 | 12 могучих сирот                         | 12 Mighty Orphans              | Сноггс      |
| 2021 | Дом у болота                             | A House on the Bayou           | Айзек       |
| 2024 | Джокер: Безумие на двоих                 | Joker: Madness for Two         | Рики Милайн |

| Год          | Название         | Название на английском | Роль                                       |
| ------------ | ---------------- | ---------------------- | ------------------------------------------ |
| 2010-2015    | Правосудие       | Justified              | Кендал Кроуи (в 10 эпизодах)               |
| 2015         | Восстание Техаса | Texas Rising           | Колби Пит (в 5 эпизодах)                   |
| 2017—2019    | Сын              | The Son                | Илай Маккаллоу в молодости (в 20 эпизодах) |
| 2024 — н. в. | Землевладелец    | Landman                | Купер Норрис (в 10 эпизодах)               |

## Награды и номинации
- 2014 — «Независимый дух» (Премия Роберта Олтмана) за роль в фильме «Мад» — победа (разделена с 2 режиссёрами и 10 актёрами)[5]
- 2014 — «Лошадь Леонардо» на Международном кинофестивале в Милане в категории «Лучший актёр второго плана» за роль в фильме «Маленькие происшествия[англ.]» — номинация.
- 2016 — «Молодой актёр» в категории «Лучшая роль в полнометражном фильме — Молодой актёр второго плана (14—21)» за роль в фильме «Бегущий в лабиринте: Испытание огнём» — номинация